# Péterfi Gábor
Péterfi Gábor (Hatvan, 1977. augusztus 5. –) az Aszódi Evangélikus Petőfi Gimnázium, Általános Iskola és Kollégium kutatótanára, történész, szakértő.

## Tanulmányai
A József Attila Tudományegyetemen végzett történelem szakon 2000-ben. Elvégezte Szegeden a Politikaelmélet és a Magyarország története a XVIII-XX. században speciális képzéseket. 2001 és 2004 között az Eötvös Loránd Tudományegyetem Bölcsészettudományi Kar Történelemtudományok Doktori Iskola Új- és jelenkori magyar történeti program ösztöndíjas hallgatója. 2009-ben doktori oklevelet szerzett summa cum laude minősítéssel. Disszertációjának címe Szabó Dezső és Féja Géza Trianon-reflexiója és külpolitikai nézetei. Disszertációjára épül az ugyanezen címen megjelent első könyve,, amelyet a L'Harmattan Kiadó jelentett meg 2011-ben.

## Munkássága
2000 óta az Aszódi Evangélikus Petőfi Gimnázium, Általános Iskola és Kollégium tanára, 2005-től az iskola történelem munkaközösségének vezetője, 2016-tól kutatótanár. 2007-től a Rákóczi Szövetség iskolai csoportjának vezető tanára. 2010 és 2018 az Oktatási Hivatal szakértője, a történelem tantárggyal kapcsolatos kiadványokat (tankönyvek, munkafüzetek, atlaszok) véleményezte. Szerkesztőként jegyzi A huszadik század emlékezete a Galga mentén c. kötetet, a 2012-ben megjelent helytörténeti könyvben a XX. századi magyar történelem főbb csomópontjai kerülnek bemutatásra interjúkon keresztül. 2013 óta az evangélikus iskolák történelem tantárgygondozója. 2014 és 2016 között a magyar népi mozgalmat bemutató Népiblog egyik szerzője, szerkesztője. A blog írásaiból könyv is született 2016-ban, Bartha Ákossal és Paár Ádámmal együtt szerkesztője volt a kötetnek. 2016-ban jelent meg a Történelemtanításról a XXI. század elején c. könyve, melyet Fekete Bálinttal közösen szerkesztett. 2017 óta a Történelemoktatók Szakmai Egyesületének vezetőségi tagja, a tankönyvelemző munkacsoport vezetője, ugyanettől az évtől a Magyar Tudományos Akadémia Köztestületének tagja.
2017 szeptembere és 2019 októbere között a Nemzeti Alaptantervet átdolgozó bizottság, az Oktatás 2030 Tanulástudományi Kutatócsoport történelem szakértője. 2021-ben jelent meg a Trianon és revízió c. kötete az Osiris Kiadó gondozásában. 2022 áprilisa és 2023 augusztusa között a Rubicon Intézet tudományos munkatársa, majd főmunkatársa, a Rubicon 45 írását közölte.
2024 áprilisában Visszatekintés az Aszódi Evangélikus Petőfi Gimnázium történetére címmel jelent meg könyve, melyben a Galga menti középiskola híres diákjait, tanárait és igazgatóit mutatja be.
Egyik legnagyobb erőssége a tudományos ismeretterjesztés a fiatalok körében: az Aszódi Evangélikus Gimnáziumban 2000 óta szervezője a Tudomány a fiataloknak c. sorozatnak, a Rubicon Intézetnél a Rubicon-estek mellett több tudományos konferenciát szervezett.
2019 és 2024 között a Szövetség Gödöllőért önkormányzati képviselője volt Gödöllőn.

### Családja
Felesége Péterfi Eszter tanár, újságíró, kommunikációs referens. Gyermekei: Botond, Csongor, Zoltán és Júlia.

### Díjai, elismerései
- Brouth-díj (2013)
- Pedagógus Kutatói Pályadíj (2013)[12]
- Dedicatio-díj (2024)[13]
- Az „Év tanára” (2023/24)[14]

### Főbb publikációi[15]
- Szabó Dezső és Féja Géza Trianon-reflexiója és külpolitikai nézetei. Budapest, 2011, L'Harmattan Kiadó. 259 o.[16]
- A huszadik század emlékezete a Galga mentén (szerk.). Budapest, 2012, L'Harmattan Kiadó. 192 o.[17]
- Evangélikus iskola a Galga partján: Aszódi Evangélikus Petőfi Gimnázium és Kollégium: jubileumi évkönyv, 1994-2014. Aszód, 2014, Aszódi Evangélikus Petőfi Gimnázium és Kollégium. (szerk.) 324 o.
- Történelem tanításról a XXI. század elején. (Szerk.: Fekete Bálint – Péterfi Gábor). Budapest, 2016, L’Harmattan. 226 o.[18]
- Trianon és revízió – A népi írók tanulmányai, cikkei és feljegyzései (1920-1944). Bp., Osiris, 2021.[19]
- Népiblog – Az elmúlt évek írásai (2014–2016). (Szerk.: Bartha Ákos – Paár Ádám – Péterfi Gábor). Budapest, 2016, L’Harmattan. 306 o.[20]
- Szabó Dezső Kelet-Európája. In: Kút, 2005. 84-104. o.
- Temetés Rákosi parancsára. In: Tiszatáj: Irodalmi Művészeti és Társadalmi Folyóirat 63. évf. 1. szám, 2009.  77-87. o.
- Szabó Dezső és a nemzetiségi kérdés. In: Limes: Tudományos Szemle 23. évf. 2. szám, 2010. 39-56. o.
- Trianon és a "kelet-európai föderáció" gondolata Szabó Dezső és Féja Géza írásaiban. In: Kommentár 5. évf. 4. szám, 2010. 15-23. o.
- A szárszói konferencia külpolitikai vonatkozásai. In: Modern Magyarország: Az ELTE BTK Új- és Jelenkori Magyar Történeti Doktori Programjának Folyóirata, Különszám 2014. 154-169. o.
- Szabó Dezső Trianonról. In: Érfalvy, Lívia (szerk.): A tudomány vonzásában: Evangélikus Iskolák Kutató Tanárainak I. Konferenciája. Budapest, 2014, Luther Kiadó. 132-146. o.
- „És itt lebeg a Duna-medence fölött egy új egység szüksége is…”. In: Csepregi András – Érfaly Lívia – Hajnóczy Eszter (szerk.) Új utakon – Evangélikus iskolák kutató tanárainak II. konferenciája. Budapest, 2015, Luther Kiadó. 138-148. o.
- A népi írók Magyarország területgyarapodásáról. In: Csepregi András – Érfalvy Lívia – Varga, Lajos (szerk.) Tudomány és küldetés – Evangélikus Iskolák Kutató Tanárainak III. Konferenciája. Budapest, 2016, Luther Kiadó. 189-205. o.
- “Két pogány közt” – Szabó Zoltán és a revízió. in: ujkor.hu - A velünk élő történelem, 2017.11.17.[21]
- Egy iskolai szakkör minikutatása: fókuszban Trianon és a holokauszt emlékezete. In: ujkor.hu, 2018.09.13.[22]
- "Szüretre itthon leszünk" – Egy iskolai projekt a magyarországi németek kitelepítéséről. In: ujkor.hu, 2019.01.03.[23]
- Trianon és a revízió Németh László írásaiban. In: ujkor.hu, 2019.02.08.[23]
- A publicista Féja Géza. In: ujkor.hu, 2020.03.06.[24]
- Féja Géza és a Márciusi Front. In: ujkor.hu, 2020.03.20.[25]
- Összefogás a Duna völgyében a "német veszedelemmel" szemben. In: Érfalvy, Lívia (szerk.) Keresztutak - Szemelvények az Evangélikus iskolák kutató tanárainak IV-VI. konferencián elhangzott előadások anyagából. Budapest, 2021, Luther Kiadó. 231-244. o.
- Revízió és a Duna-konföderáció – A magyar népi mozgalom válaszai Trianonra. In: Rendszerváltó Szemle 7. évf. 1. szám, Budapest, 2022, RETÖRKI. 33-48. o.